# لشکر ۲۰ زرهی (ایالات متحده آمریکا)
لشکر ۲۰ زرهی (انگلیسی: 20th Armored Division) لشکر زرهی نیروی زمینی ایالات متحده آمریکا است، که در سال ۱۹۴۳ تأسیس شد و در سال ۱۹۴۶ منحل گردید.
لشکر بیستم زرهی، یک لشکر زرهی ارتش ایالات متحده بود که در جنگ جهانی دوم جنگید. این لشکر در ۱۵ مارس ۱۹۴۳ در کمپ کمپبل در کنتاکی فعال شد.
این لشکر هیچ نام رسمی نداشت، اگرچه در زمان آموزش در کمپبل با لقب "زره‌پوش" شناخته می‌شد. پس از تأیید به عنوان یک لشکر آزادسازی توسط مرکز تاریخ نظامی ارتش ایالات متحده در ۲۸ اکتبر ۱۹۸۸ و اعطای گواهی آزادی توسط شورای یادبود هولوکاست ایالات متحده، کهنه سربازان این لشکر نام آزادیخواهان را برای خود برگزیدند.